# Cotopaxi

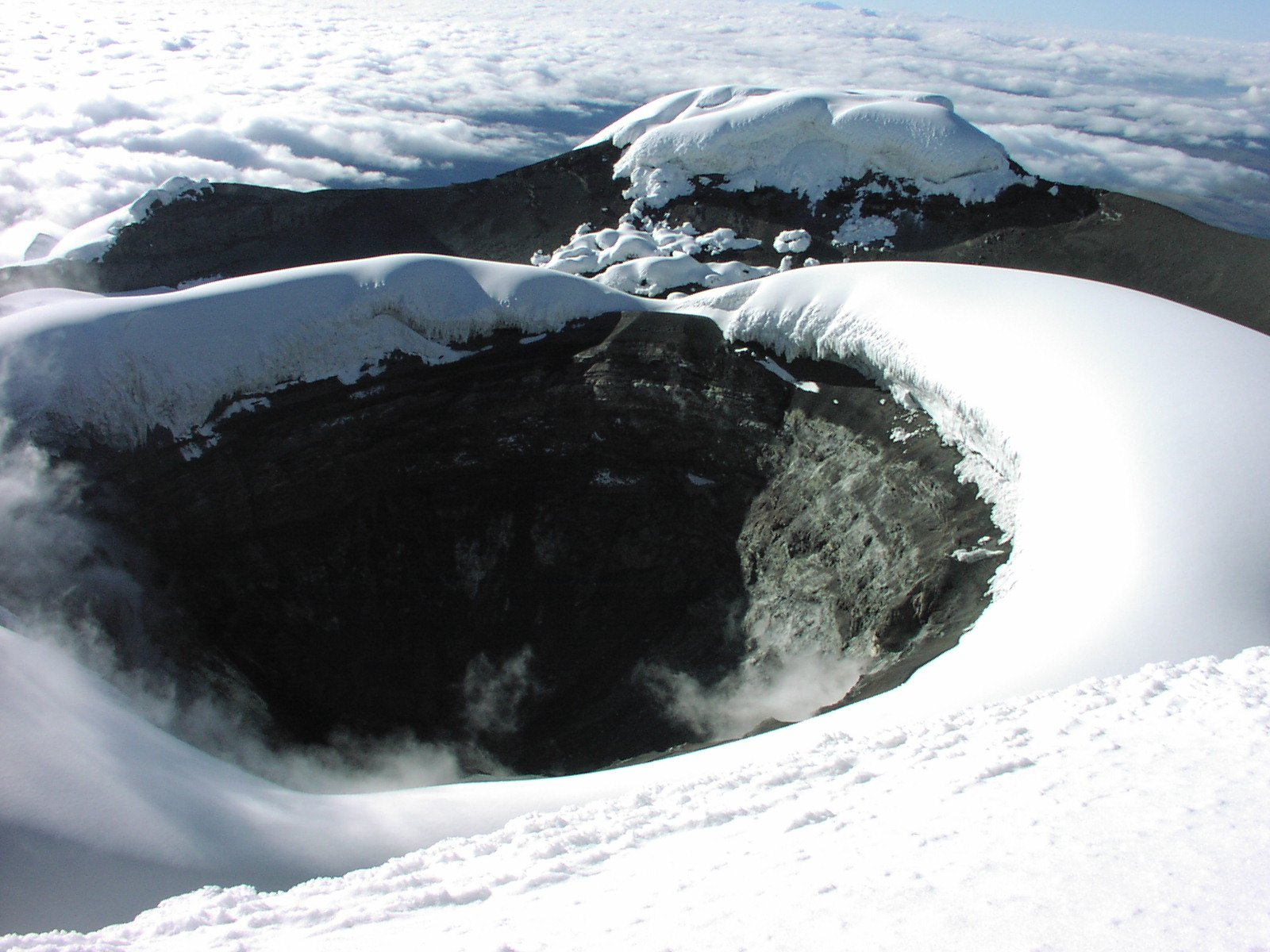
Krater des Cotopaxi (Januar 2003)

Der Cotopaxi ist mit 5897 m der zweithöchste Berg Ecuadors und einer der höchsten aktiven Vulkane der Erde. Obwohl aktiv, ist er der am häufigsten bestiegene Berg des Landes und einer der meistbesuchten Gipfel Südamerikas.

## Topographie
Der Cotopaxi liegt in dem nach ihm benannten Nationalpark in der gleichnamigen ecuadorianischen Provinz Cotopaxi etwa 50 Kilometer südlich von Quito. Er gehört zur „Allee der Vulkane“ in den östlichen Anden.
Als ecuadorianischer Berg ist der Chimborazo mit 6310 m zwar höher, aber nicht mehr vulkanisch aktiv. Als weltweit höchster aktiver Vulkan gilt derzeit der 6893 m hohe Ojos del Salado in Argentinien/Chile.
Durch seine regelmäßige, konische Form und die Eiskappe auf dem Gipfel entspricht der Cotopaxi dem Idealbild eines Stratovulkans. Der Krater hat am Gipfel einen Durchmesser von 800 Meter × 550 Meter und ist etwa 350 Meter tief.

## Geschichte
Der Name Cotopaxi bedeutet „Hals des Mondes“, da aus einer bestimmten Perspektive der Mond hinter dem Berg aufgeht. Für eine kurze Zeit steht der Mond als „Kopf“ direkt über dem Gipfel. Der schneebedeckte Teil des Berges kann dabei als Poncho gesehen werden.
Den einheimischen Völkern der Region galt der Berg schon vor dem Beginn der Inkaherrschaft im 15. Jahrhundert als Heiliger Berg. Er wurde als Regenspender und damit Garant für die Fruchtbarkeit des Landes und als Sitz von Göttern verehrt.
Der erste Europäer, der den Berg zu besteigen versuchte, war Alexander von Humboldt im Jahre 1802. Er erreichte eine Höhe von ca. 4500 m. In den 1850er Jahren fertigte der US-amerikanische Maler Frederic Edwin Church bei seinen beiden Malexpeditionen großformatige Ansichten des Vulkans an.
1858 erforschte Moritz Wagner den Berg, aber auch er konnte nicht bis zum Gipfel gelangen. Dies gelang am 27. November 1872 dem Geologen Wilhelm Reiß. 1873 bestieg Moritz Alphons Stübel und 1880 Edward Whymper den Cotopaxi. Bekannt wurde die Besteigung durch den Maler Rudolf Reschreiter und Hans Meyer im Jahr 1903. Reschreiter fertigte mehrere Gemälde des Berges an.

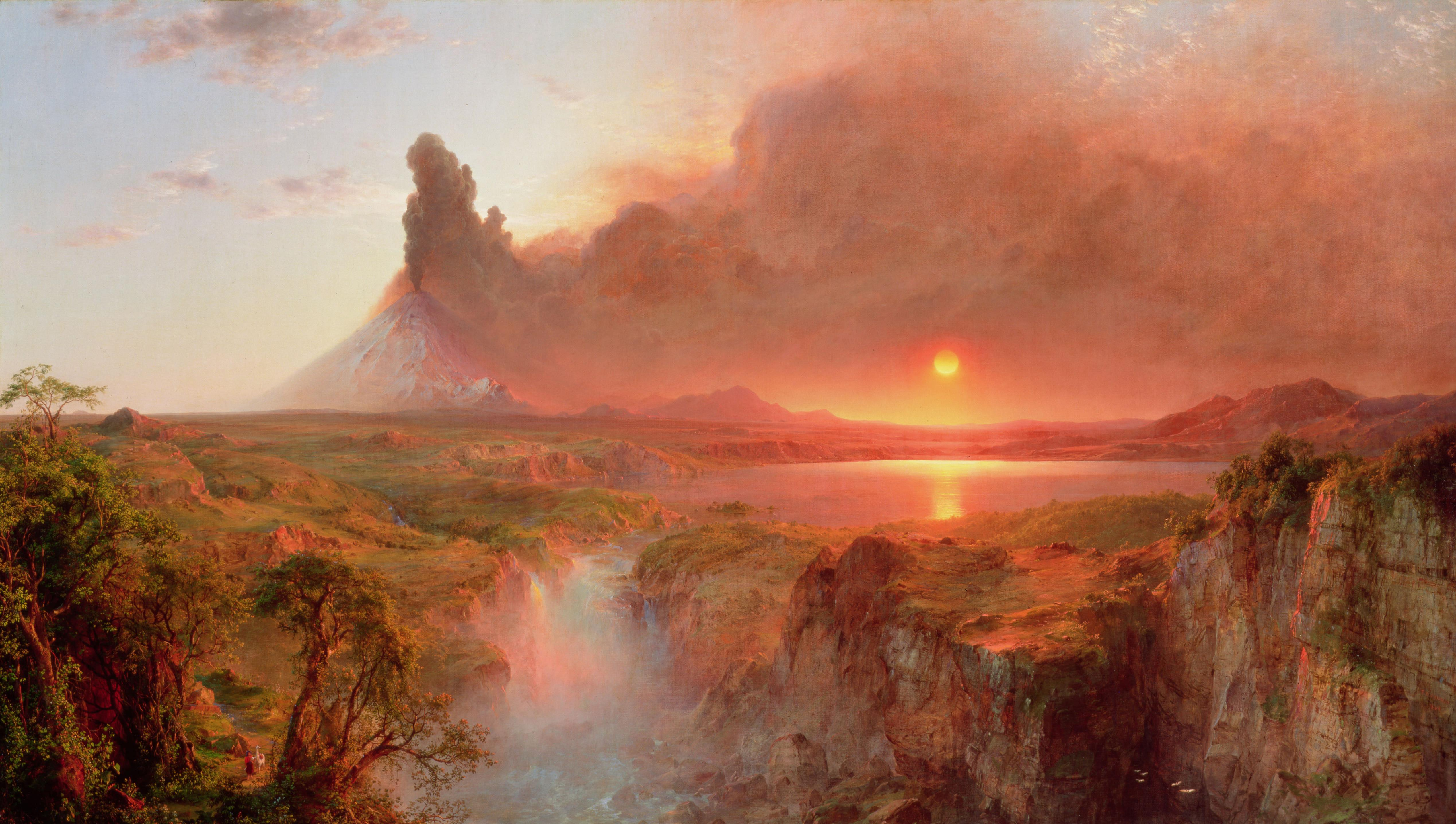
Cotopaxi von Frederic Edwin Church, 1862

## Besteigung
Heutzutage wird der Cotopaxi fast täglich erstiegen. Dafür werden Besteigungen mit Bergführern durch ecuadorianische Reisebüros angeboten; eine Genehmigung ist nicht erforderlich. Hierbei kann heute bis 4658 m mit dem Auto gefahren werden. Auf 4800 m Höhe befindet sich die José-Ribas-Schutzhütte, in der Touristen übernachten können und von der aus der Aufstieg kurz nach Mitternacht beginnt. Geübte und akklimatisierte Bergsteiger benötigen für den Aufstieg auf der Normalroute zwischen sechs und acht Stunden.

## Vulkanismus
Seit 1738 ist der Cotopaxi etwa 50 Mal ausgebrochen. Davon waren die gewaltigsten Eruptionen die der Jahre 1744, 1768 und 1877. Die große Eruption 1877 schmolz den Gipfelgletscher vollständig ab, so dass die entstehende Schlammlawine das umliegende Land mehr als 100 km weit überflutete und die Stadt Latacunga komplett zerstörte.
Der letzte größere Ausbruch war 1904, danach folgten mehrere kleine Ausbrüche bis 1940. Die letzte größere Aktivität 1975/76 bestand in einer Temperaturerhöhung, Rauchbildung und kleineren Erdbeben. Auch heute ist oft Rauchausstoß zu beobachten. Am 14. August 2015 bildete sich eine 8 km hohe Aschewolke, es ereigneten sich Explosionen im Inneren des Vulkans. Die Alarmstufe wurde auf Mittel angehoben. Tags darauf verhängte Ecuadors Präsident Rafael Correa den Ausnahmezustand über das Land. Der generelle Ausnahmezustand wurde einen Tag nach landesweiten Protesten verhängt, die sich gegen eine Verfassungsänderung richten, dank derer Correa sich unbegrenzt zur Wiederwahl als Präsident stellen könnte, sowie nach einem landesweiten Generalstreik. Obwohl die vom Vulkan ausgehende Gefahr groß ist, hatte das Sekretariat für Risikomanagement nur die niedrigste Alarmstufe (Gelb) ausgerufen.
Der Vulkan befand sich 2015 in einer aktiven Ausbruchsphase mit hoher innerer und moderater äußerer Aktivität und stieß kontinuierlich Gas und Asche aus.

## Bilder

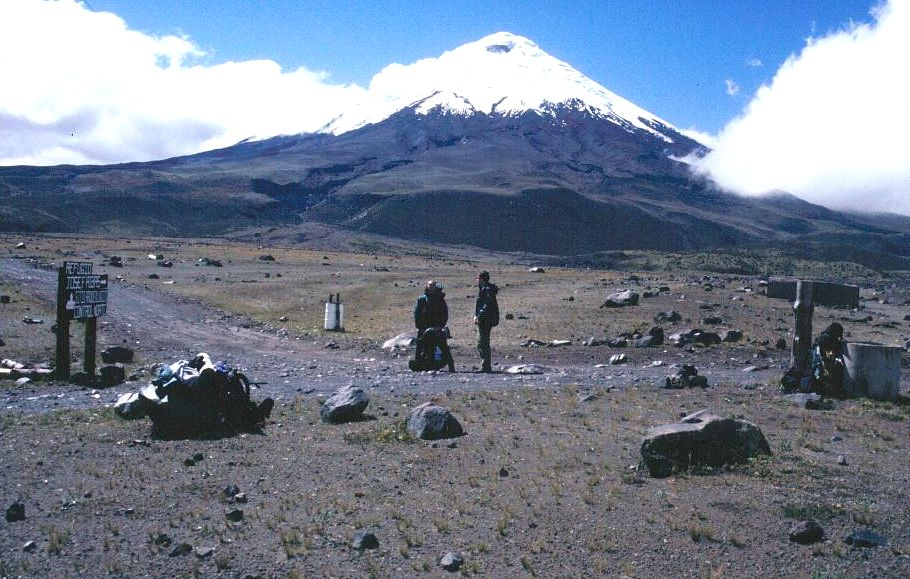
Der Cotopaxi von der Hochebene aus gesehen
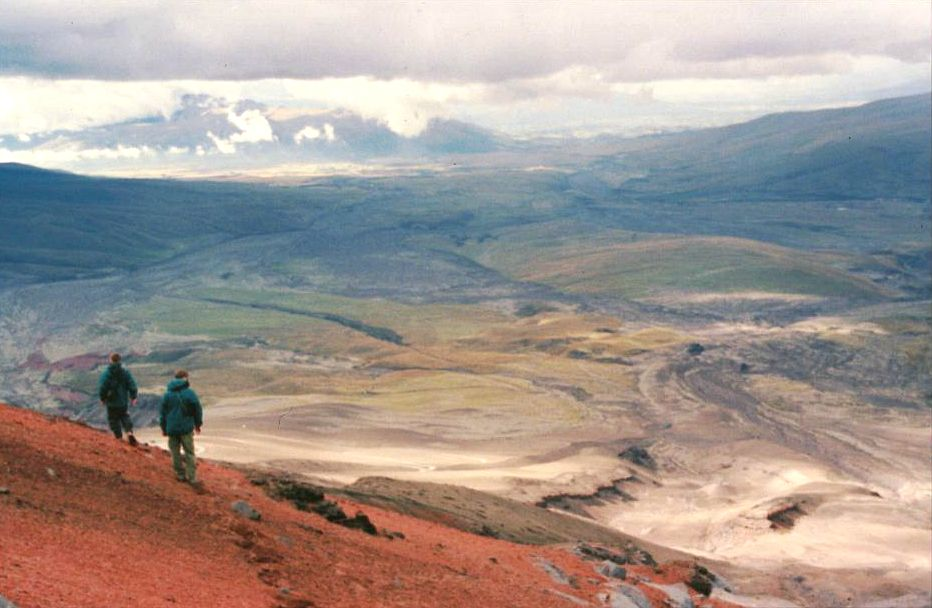
Blick von der Flanke des Berges
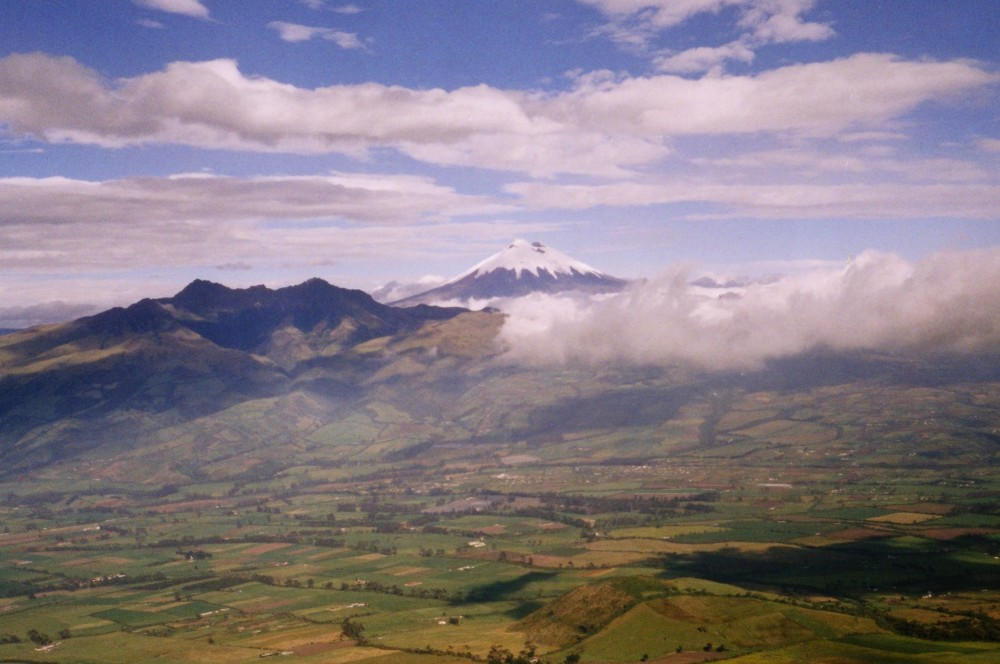
Cotopaxi und Rumiñahui
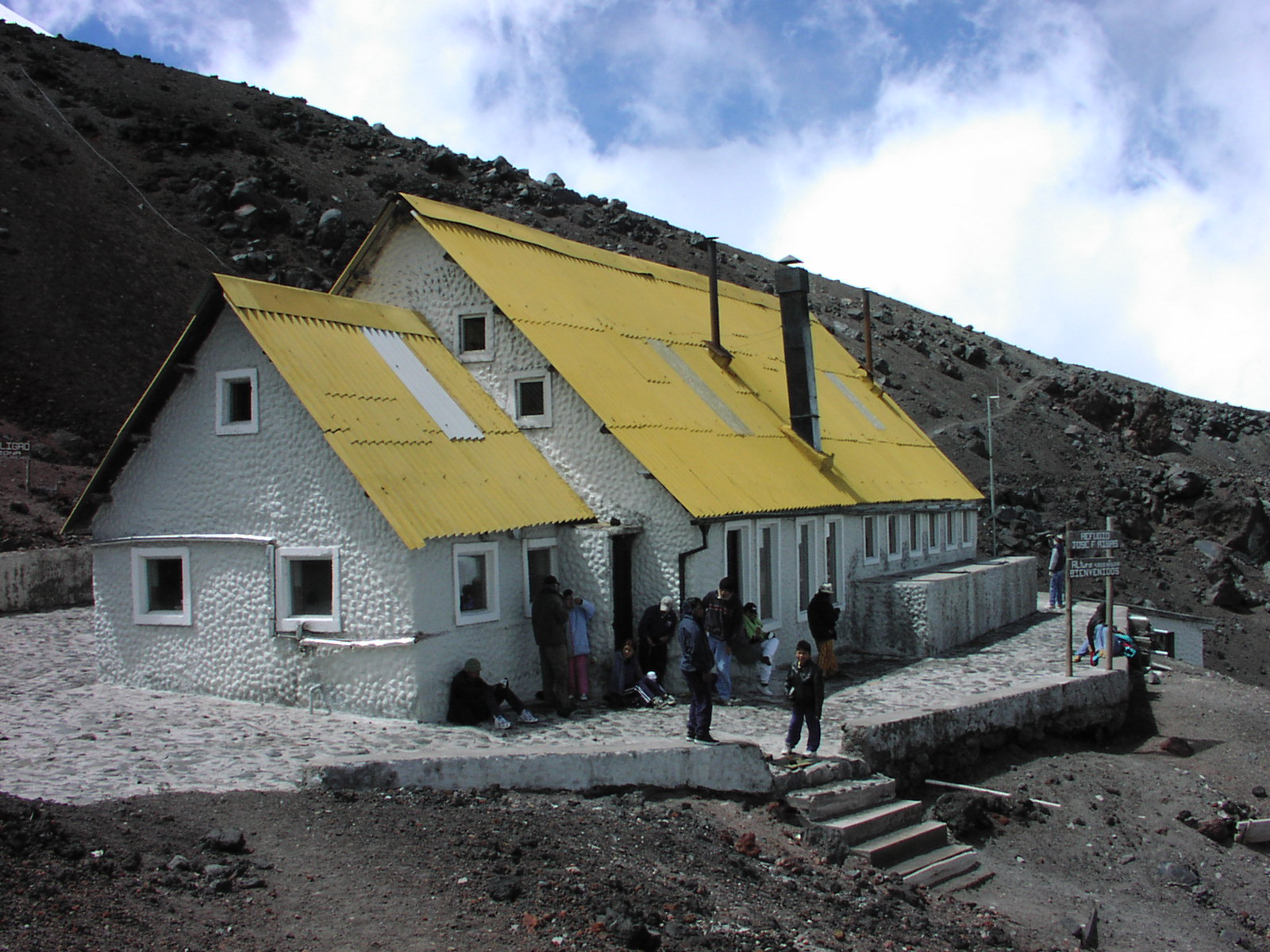
Refugio José Ribas auf 4800 m im Dezember 2002
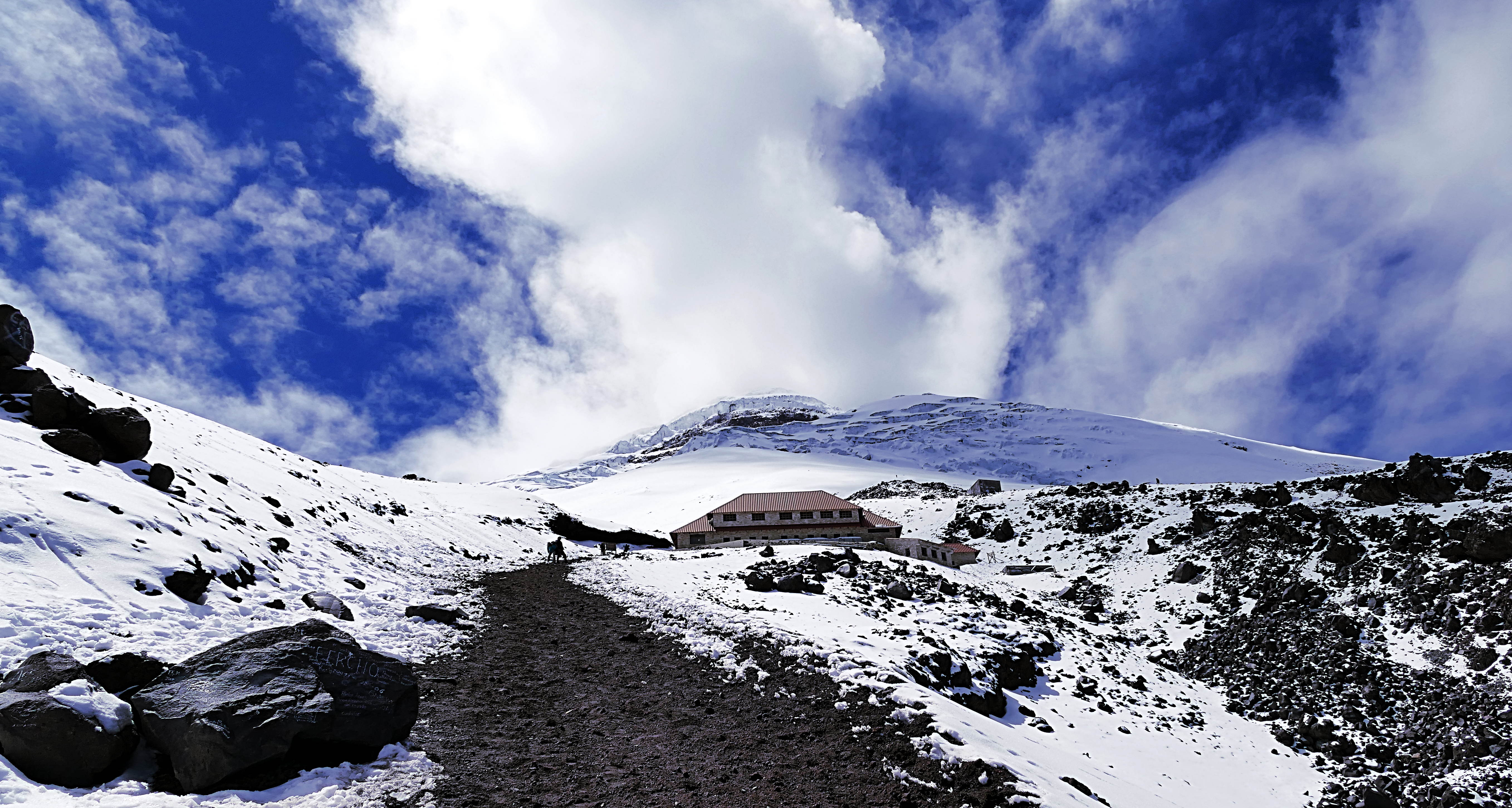
Refugio 2017 mit Blick zum Gipfel
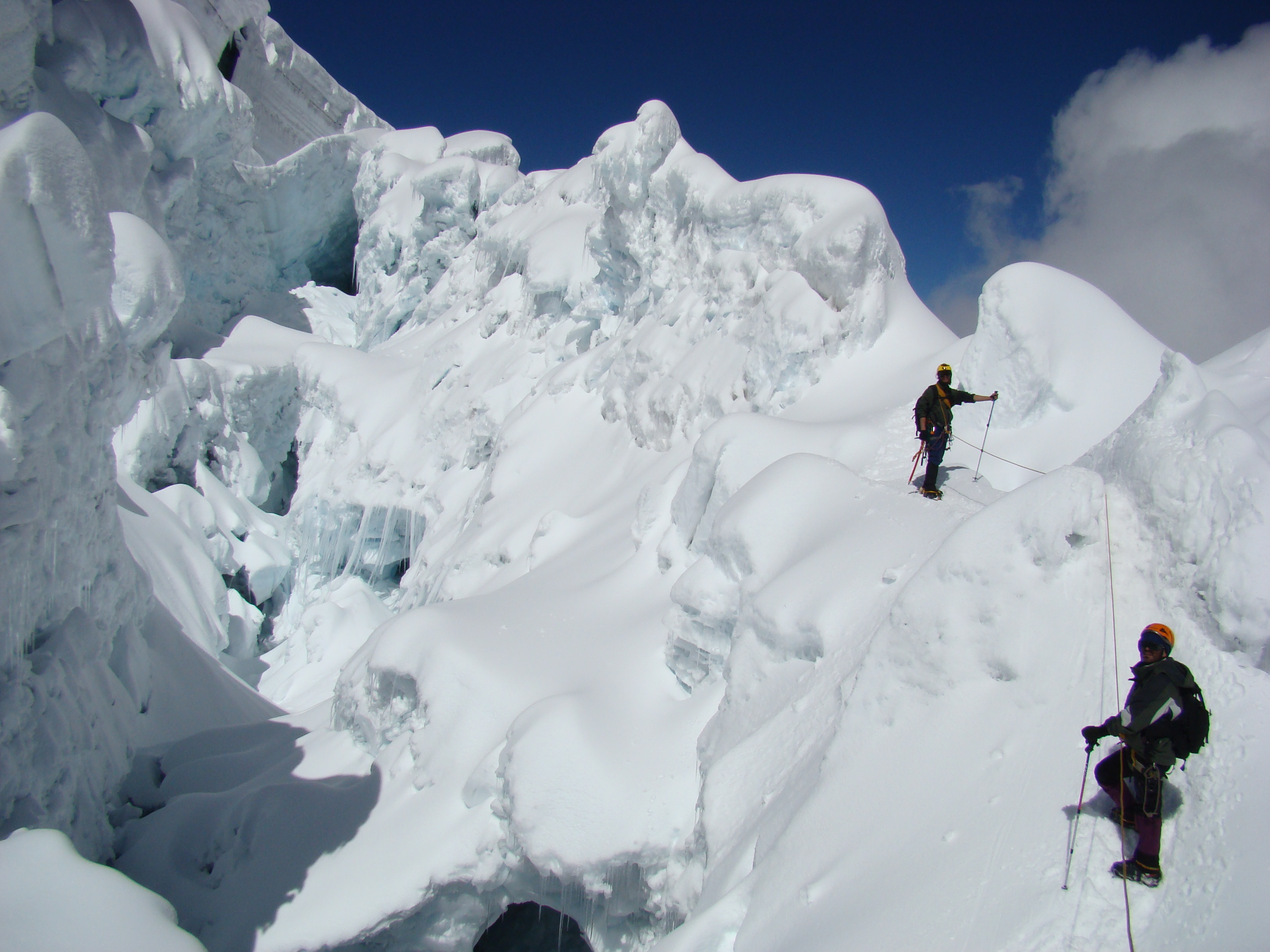
Querung des zentralen Spaltengebiets der Normalroute auf 5450 m
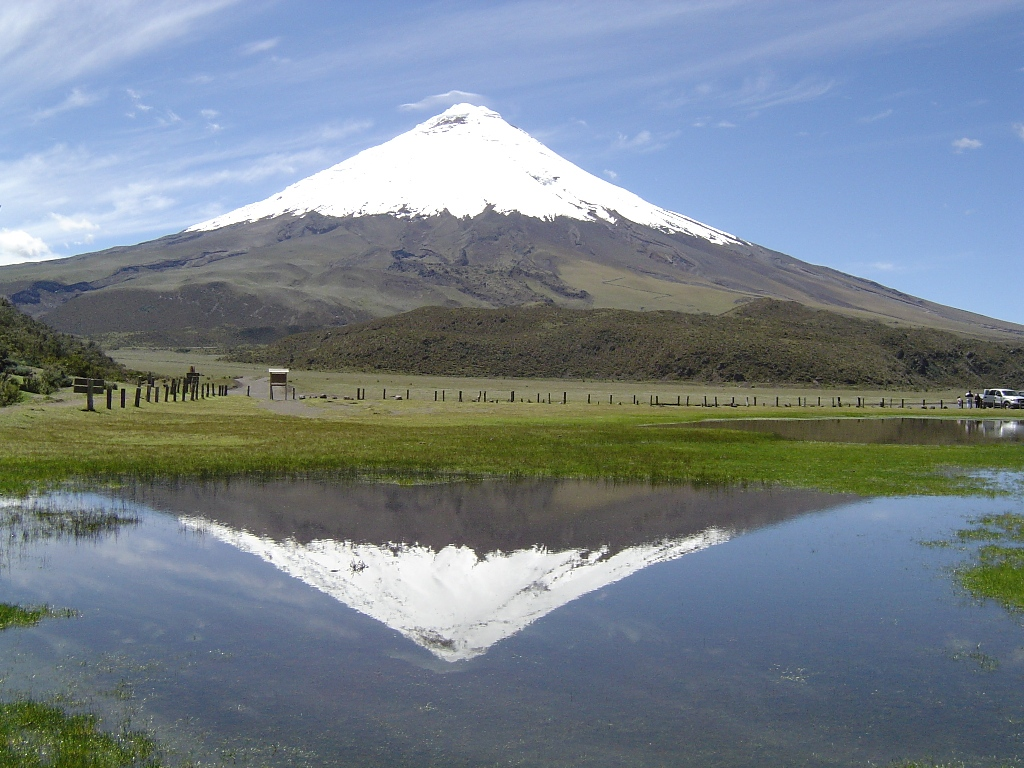
Cotopaxi mit Laguna Limpiopungo

## Flora am Cotopaxi

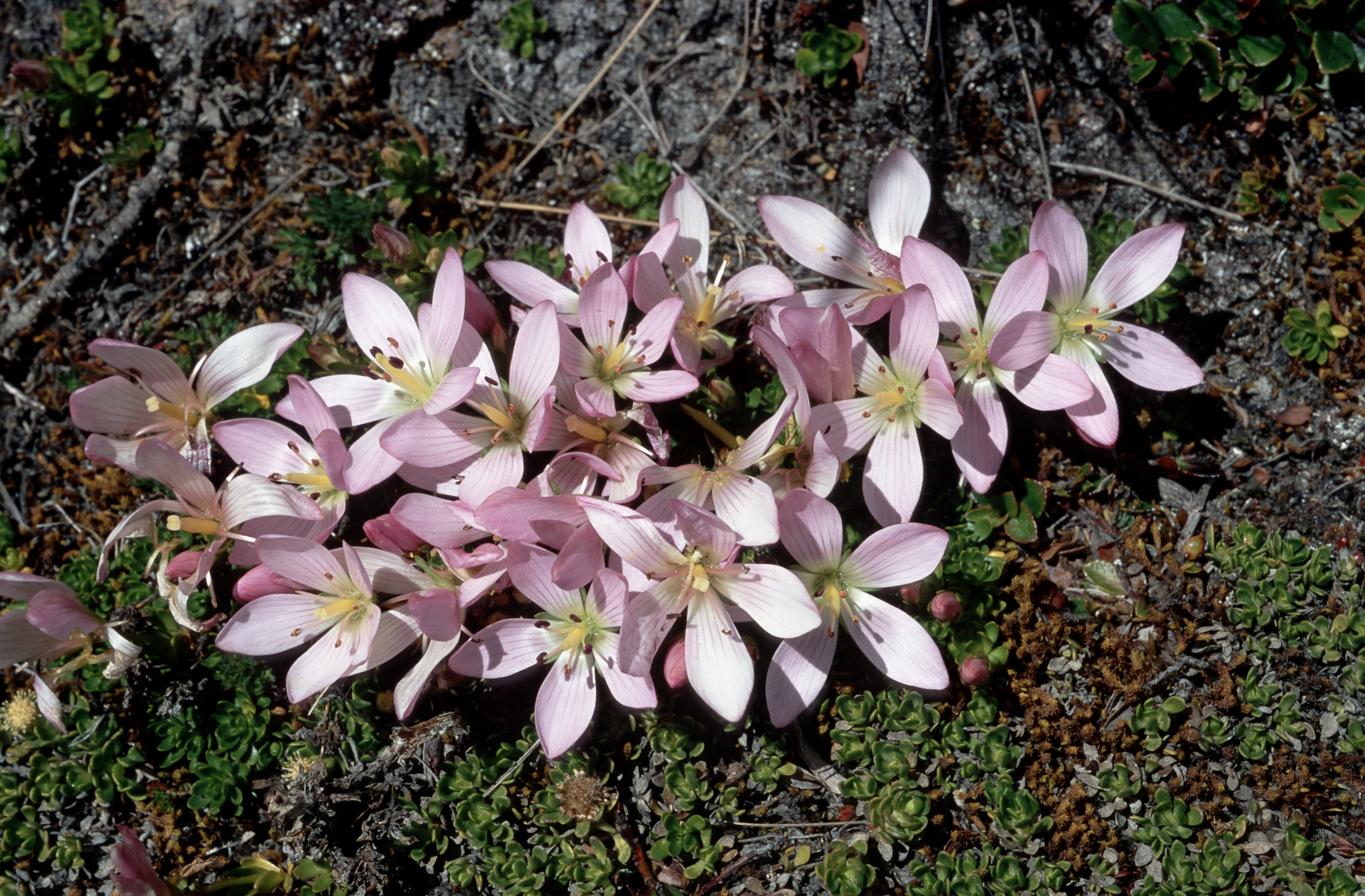
Gentianella cerastioides (Enziangewächs)
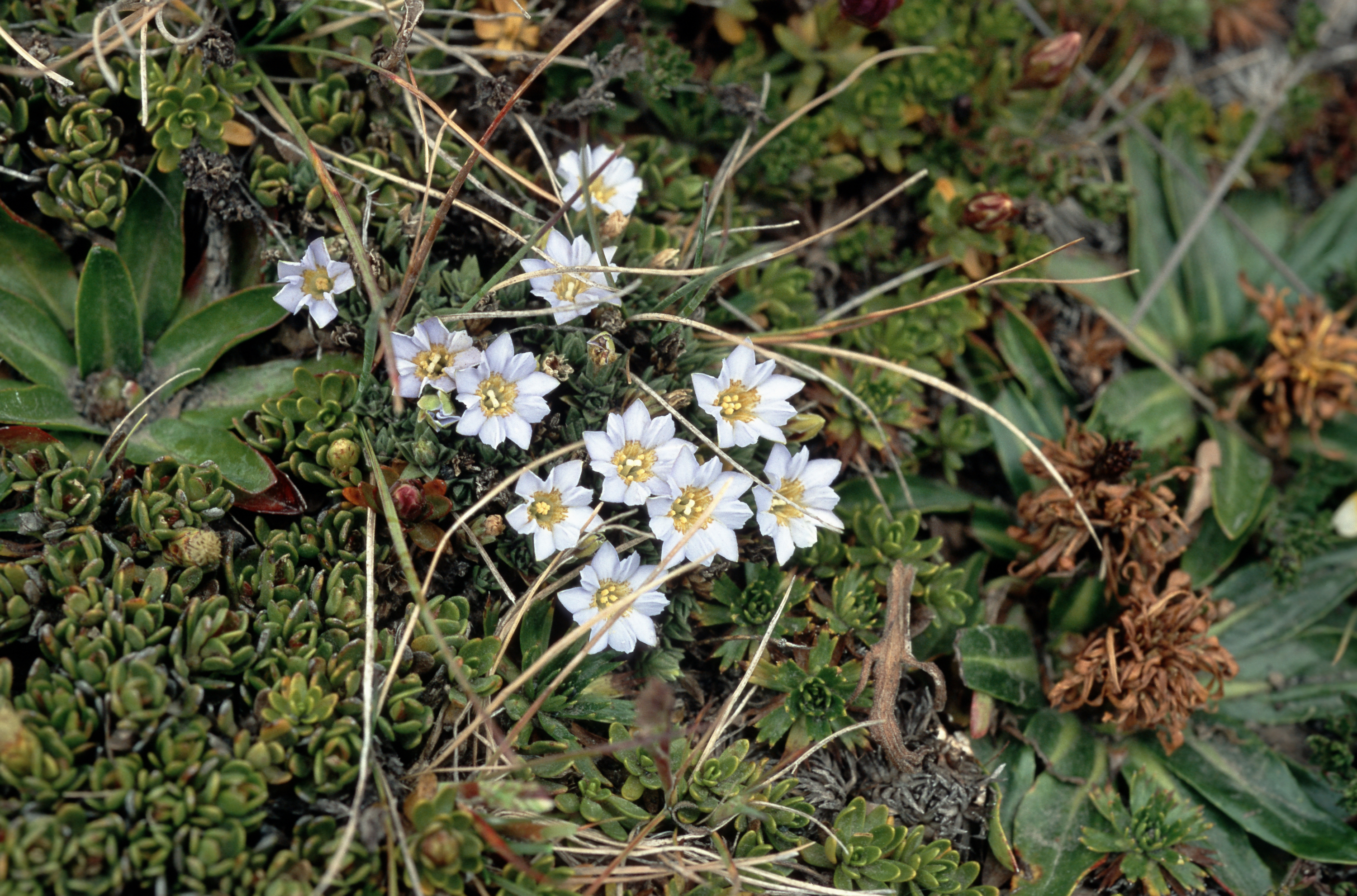
Gentiana sedifolia (Enziangewächs)
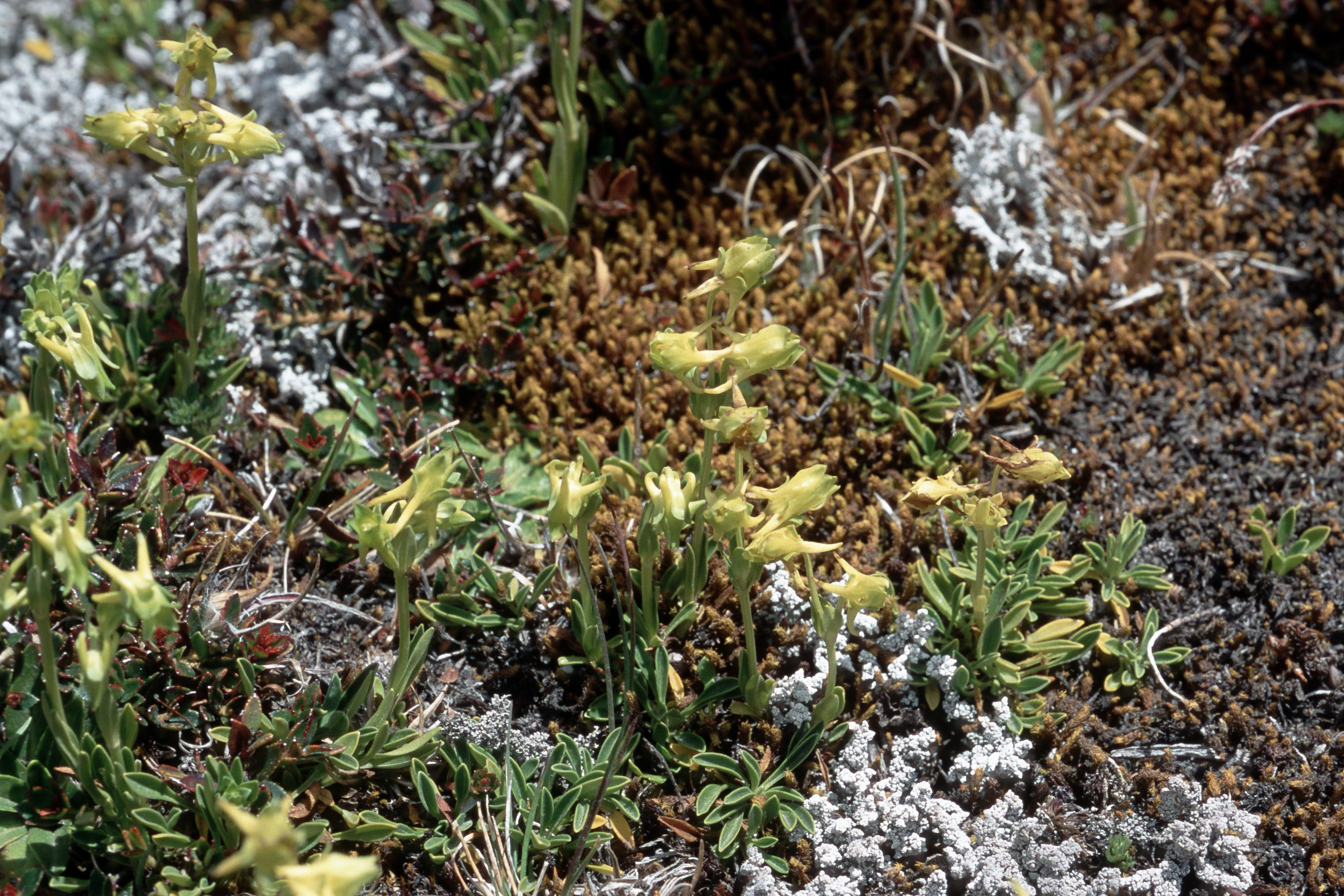
Halenia weddeliana (Enziangewächs)
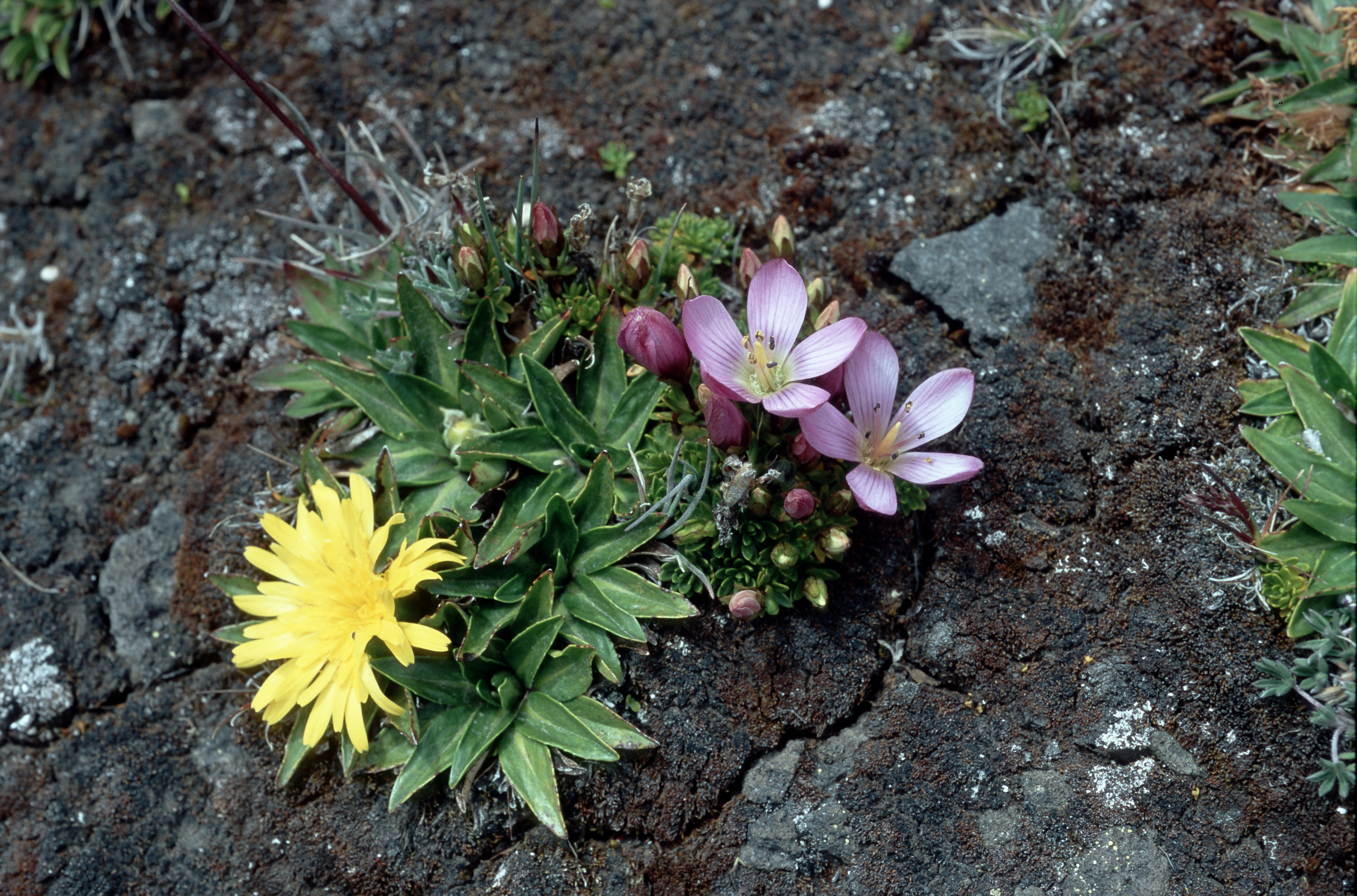
Gentianella cerastioides
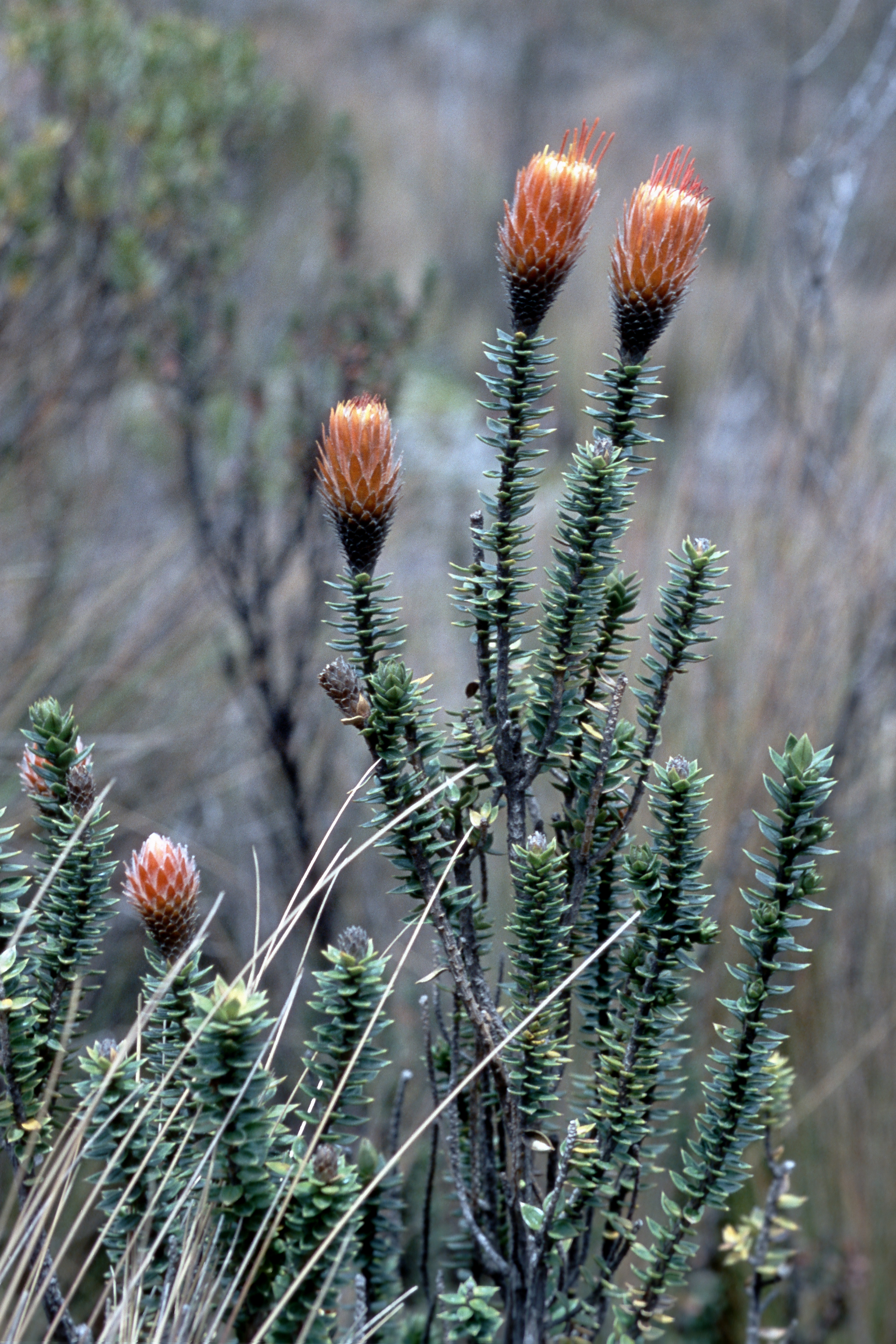
Chuquiraga jussieui (Korbblütler)